# Focus calòric
 Focus calòric  o focus calorífic  és qualsevol sistema capaç d'intercanviar qualsevol quantitat de calor sense que canviïn les seves propietats, és a dir, que si en estat A té unes pressió, volum i temperatura (P, V, T) determinades, després de perdre o guanyar calor i assolir l'estat B seguirà posseint les mateixes pressió, volum i temperatura inicials.
Els focus calòrics no tenen restriccions a l'hora d'emetre calor, és a dir, poden transmetre en calor de manera perfecta per conducció, convecció i radiació.
Òbviament aquesta definició és una idealització, ja que, en la pràctica, no existeixen focus calorífics. Ara bé, segons en l'escala en què ens moguem sí que podrem considerar certes coses com focus calorífics, per exemple, el Sol respecte d'una persona a la Terra pot ser tractat com un focus calòric perquè la calor que rep la persona del Sol provoca una variació irrellevant en aquest.